# Kağızman
Kağızman (armenisch Կագհզւան Kaghswan, kurdisch Kaxizman) ist eine Stadt und ein Landkreis der Provinz Kars im Nordosten der Türkei. Andere ältere Namen sind Arşarunik, Kızıldere und Narinkale. Die zweitgrößte Stadt der Provinz liegt etwa 50 km südlich von der Provinzhauptstadt Kars an den Fernstraßen D 080 und D 965, Straßenkilometer bis Kars sind es 74. Laut Stadtsiegel wurde Kağızman 1923 zur Gemeinde erhoben.

## Geographie
Kağızman liegt in einem tektonisch aktiven Gebiet, wo in den letzten 800 Jahren 13 Erdbeben stattfanden – das letzte 1962. Neben den Erdbeben treten auch Erdlawinen auf. Die höchsten Berge sind der vulkanische Aladağ im Norden (3138 m) mit dem Küçük Aladağ (2532 m), der Yağlıca Dağı (2961 m) im Nordosten und der Kazıkkıran Dağı. Der wichtigste Fluss in Kağızman ist der Aras, der aus Erzurum kommend von West nach Ost mehr als 50 km durch Kağızman fließt. Nebenflüsse des Aras', die in Kağızman entspringen, sind unter anderem der Kötek Deresi, Abdullah Deresi, Azathan Deresi, Tuzlu Dere, Kaput Deresi und der Todan Deresi. Neben diesen Flüssen gibt es noch den 1125 km² großen See Denizgölü im Westen des Landkreises, den Kamışlı Gölü und den Çengilli Gölü und diverse weitere Seen.
Im Landkreis befindet sich das armenische Eghegnamor-Kloster aus dem 11. Jahrhundert.

## Landkreis
Der Landkreis bzw. Kaza als Vorgänger bestand schon bei Gründung der Türkischen Republik 1923 und wies zur ersten Volkszählung (1927) eine Einwohnerschaft von 17.300 auf, 95 Dörfer auf 2880 km² – 3636 Einw. im Verwaltungssitz Kaghizman.
Kağızman liegt im Süden der Provinz und grenzt an den Kreis Sarıkamış im Westen, den Kreis im Selim Nordwesten, den zentralen Landkreis im Norden und an den Kreis Digor im Nordosten. Im Süden bildet die Provinz Ağrı und im Südosten die Provinz Iğdır die Grenze.
Neben der Kreisstadt (2020: 45,7 % der Kreisbevölkerung) besteht der Kreis aus 62 Dörfern (Köy) mit durchschnittlich 398 Bewohnern. Sechs Dörfer haben über 1000 Einwohner: Çayarası (1656), Çengilli (1579), Günindi (1484), Ağdam (1424), Akören (1084) und Kuloğlu (1065 Einw.). Das kleinste Dorf der Provinz (Sesveren, 11 Einw.) befindet sich ebenfalls im Kreis. Der zweitbevölkerungsreichste Kreis erreicht mit seiner Bevölkerungsdichte (24,3) nicht den Bevölkerungsdurchschnitt von 28 Einw. je km².